# Русско-византийская война (941—944)
Русско-византийская война 941—944 годов, также походы Игоря на Византию — неудачный поход князя Игоря на Византию в 941 году и предполагаемый повторный поход в 943 году, закончившийся мирным договором в 944 году.
11 июня 941 года флот князя Игоря был рассеян у входа в Босфор византийской эскадрой, применившей «греческий огонь», после чего боевые действия продолжались ещё три месяца на черноморском побережье недалеко от Константинополя (Царьграда). 15 сентября 941 года флот Игоря окончательно разгромили у берегов Фракии при попытке прорваться обратно к устью Днепра.
Согласно Повести временных лет (другие источники не упоминают этот поход, и некоторые историки считают его вымыслом летописцев), в 943 (или 944) году князь Игорь совершает второй поход на Византию, в котором он якобы дошёл до Дуная, где встретил посольство византийцев, получил дары и вернулся в Киев. Затем был заключён мирный договор.

### Военные действия в Малой Азии

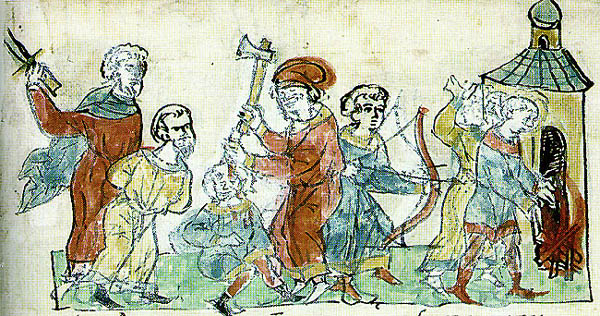
Расправа воинов Игоря над греками. Иллюстрация из Радзивилловской летописи

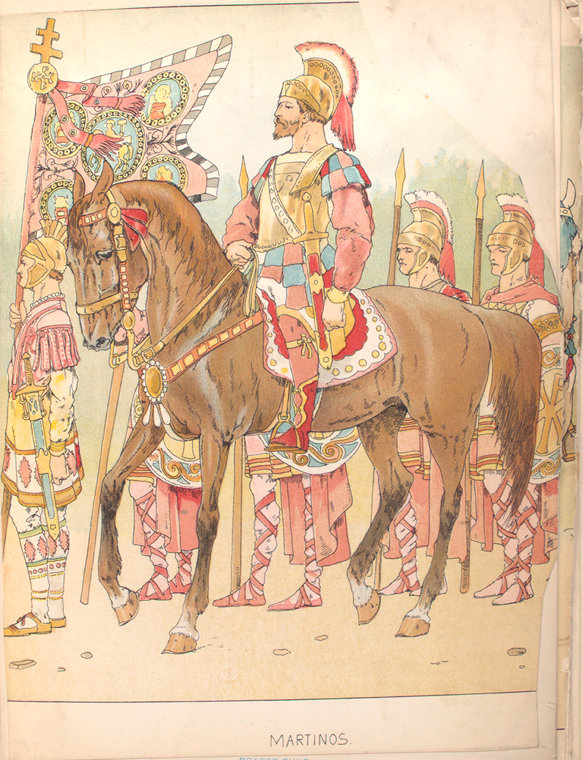
Византийский военачальник с воинами X века. Рисунок XIX века

## Русско-византийский договор 944 года

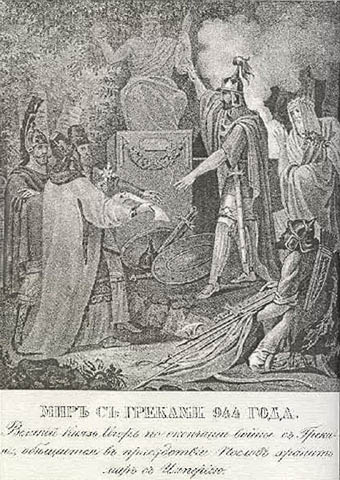
Борис Чориков. Мир с греками 944 года

## Предыстория и роль Хазарского каганата
«Кембриджский документ» (письмо хазарского еврея середины X века) связывает поход Руси на Константинополь с событиями, имевшими место в Хазарии незадолго до этого. В 930-е годы византийский император Роман начал гонения на иудеев. В ответ хазарский царь Иосиф, исповедовавший иудаизм, «ниспроверг множество необрезанных». Тогда Роман с помощью даров уговорил некоего Хельгу (Хальгу, Х-л-гу), названного «царём Русии», совершить набег на хазар.
Хельгу захватил город Самкерц (возле Керченского пролива), после чего против него и Византии выступил хазарский военачальник Песах, который разорил три византийских города и осадил Херсонес в Крыму. Затем Песах атаковал Хельгу, отбил добычу того из Самкерца и с позиции победителя вступил в переговоры. Хельгу был вынужден согласиться на требование Песаха начать войну с Византией.

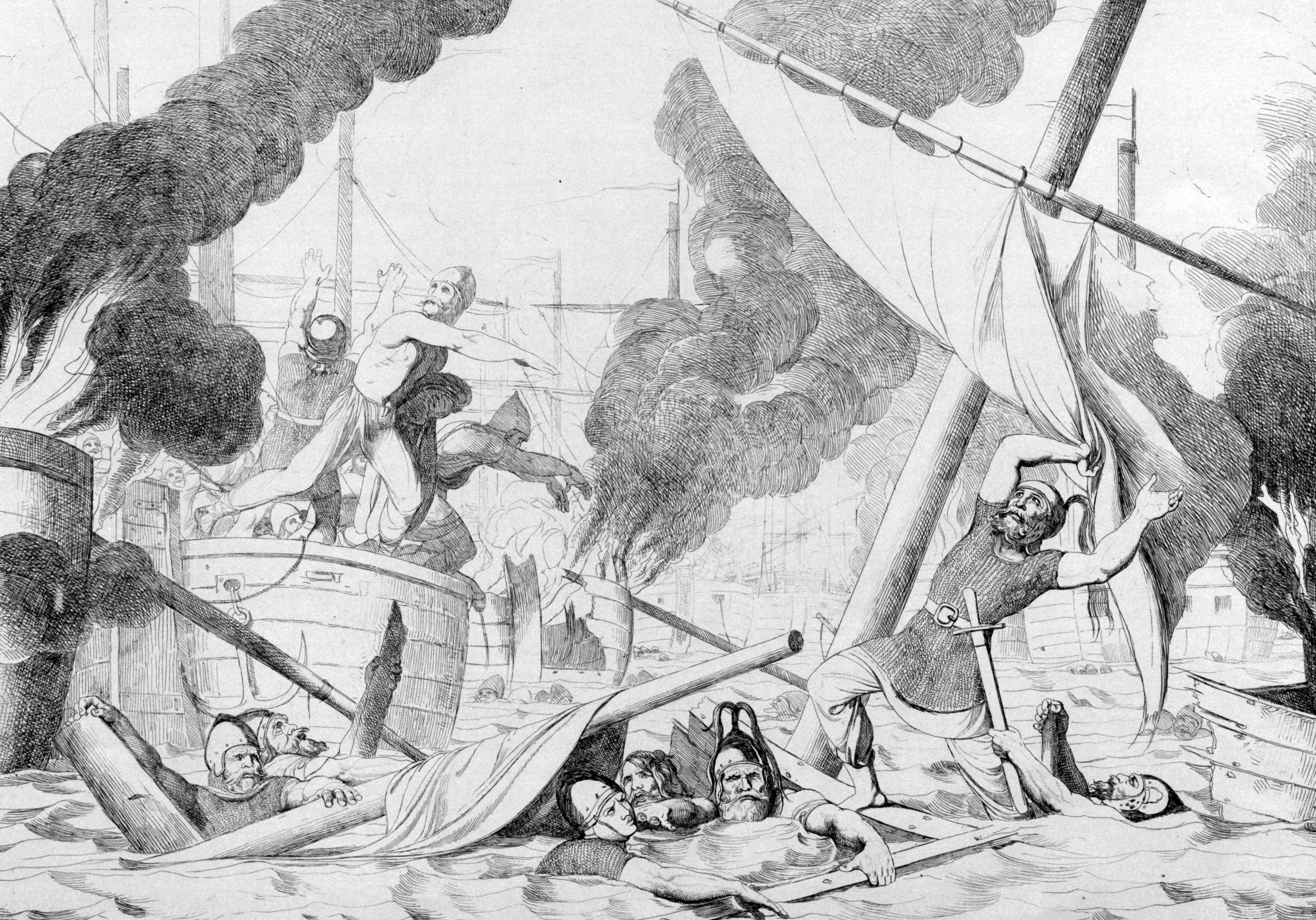
Действие «греческого огня» при осаждении Константинополя Игорем. Гравюра Ф. А. Бруни, 1839 год

Дальнейшее развитие событий в «Кембриджском документе» в целом совпадает с описанием похода князя Игоря на Византию, известного по византийским и древнерусским источникам, но с неожиданной концовкой:

«И пошёл тот [Хельгу] против воли и воевал против Кустантины [Константинополя] на море четыре месяца. И пали там богатыри его, потому что македоняне осилили [его] огнём. И бежал он, и постыдился вернуться в свою страну, а пошёл морем в Персию, и пал там он и весь стан его. Тогда стали Русы подчинены власти казар».

Н. Я. Половой предлагает следующую реконструкцию событий: Хальга (Хельгу) был одним из воевод Игоря, воевавший против хазар и взявший город Самкерц (Тмутаракань). Затем князь Игорь решил помириться с хазарами, отозвал Хальгу из Самкерца и двинулся походом на Константинополь. Часть русского войска с воеводой Хальгой прошла на кораблях мимо Херсонеса, а другая часть вместе с князем Игорем — шла по земле и воде из Киева (они встретились в районе устья Дуная). При этом в Константинополе получили известия о приближающемся неприятеле, поэтому Игорю не удалось застать город врасплох, как это произошло при первом набеге руси в 860 году.
Были попытки отождествить Хельгу (Хальгу, Х-л-гу) с князем Олегом Вещим (С. Шехтер и П. К. Коковцов, позже Д. И. Иловайский и М. C. Грушевский) или самим Игорем (Helgi Inger, «Олег Младший» у Ю. Д. Бруцкуса, Л. Н. Гумилёва). Однако подобные отождествления приводят к противоречию со всеми остальными достоверными источниками по походу 941 года и считаются спорными. По «Кембриджскому документу» Русь якобы попала в зависимость от Хазарии, хотя древнерусские летописи и византийские авторы даже не упоминают хазар при описании указанных событий.

### Поражение у Иерона

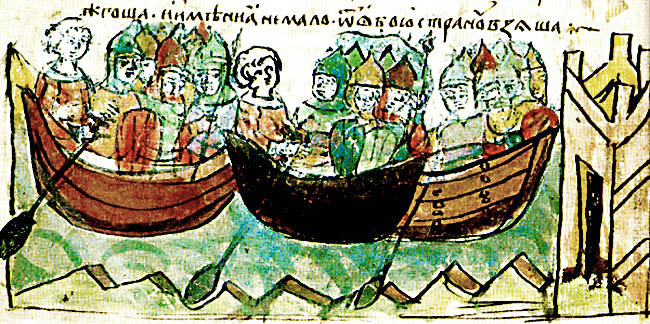
Поход Игоря. Иллюстрация из Радзивилловской летописи

## Первый поход Игоря (941 год)